# Wapen van Grave

Wapen van Grave

Het wapen van Grave is op 16 juli 1817 bij besluit van de Hoge Raad van Adel aan de gemeente Grave toegekend. Bij de gemeentelijke herindeling van 1942, waarbij Grave is uitgebreid met de gemeenten Velp en Escharen, is het wapen ongewijzigd gebleven. 
Op 1 januari 2021 ging de gemeente Grave op in de nieuwgevormde  gemeente Land van Cuijk. Hiermee kwam het wapen te vervallen. In het wapen van het Land van Cuijk is de burcht overgenomen.

## Geschiedenis
Het wapen is afgeleid van het wapen van de voormalige heerlijkheid Grave, in de vorm die in de zeventiende eeuw is ontstaan. Het vertoont overeenkomsten met het wapen van het geslacht Van Cuijk, hoewel de kleurstelling anders is. Er zijn afbeeldingen bekend van het wapen van Grave uit de zeventiende eeuw met dezelfde kleurstelling als het familiewapen van Van Cuijk. Dit is niet zo verwonderlijk, want Grave is ontstaan als een heerlijkheid in het Land van Cuijk. De toren is vermoedelijk ter onderscheiding geplaatst van het familiewapen en ook om aan te geven dat het om een stad gaat.

## Blazoen
De beschrijving van het wapen luidt: 
Van lazuur beladen met 2 fasces van zilver verzeld van 8 meerlen, zoomsgewijs geplaatst, van hetzelfde en in het schildhart een burcht van keel. Het schild gedekt met een gouden kroon met 15 parels, waarvan 12 op de band.
N.B.:
- De heraldische kleuren zijn lazuur (blauw), zilver (wit), keel (rood) en goud (geel).

## Verwante wapens
De volgende wapens zijn verwant aan het wapen van Grave:

Het wapen van het Land van Cuijk, tevens gemeentewapen van Cuijk
Het wapen van Boxtel